# Jackson Quiñónez Vernaza
Jackson Quiñónez Vernaza   (Esmeraldas, 12 de juny de 1980) és un polític i antic corredor de 110 metres tanques equatorià que també va representar la selecció espanyola d'atletisme a nivell internacional.

## Trajectòria
Va guanyar la medalla de bronze en 60 metres tanques per al seu nou país als Campionats d'Europa en pista coberta de 2007. Per l'Equador va competir als Campionats del Món de 2003 i 2005 així com als Jocs Olímpics d'Estiu de 2004 sense arribar a la fase final.
El seu millor temps personal és de 13,33 segons, aconseguit el juliol de 2006 a Saragossa, i que va ser rècord d'Espanya. També va aconseguir els rècords equatorians en 110 metres tanques amb 13,44 segons, i en salt d'alçada en pista coberta amb 2,10 metres.